# Berättelse
En berättelse är en skriftlig eller muntlig skildring av ett händelseförlopp, som kan skildra verkliga eller fiktiva händelser, eller en blandning av båda. 
Berättelsen är en av hörnstenarna i all skönlitteratur och dramatik, men även i vanliga samtal, och till viss del även i mer vetenskapliga sammanhang, såsom referat av experiment. Den byggs upp av en rad sekvenser som ofta hänger ihop på ett logiskt sätt till en klimaktisk avslutning, enligt olika narratologiska regler. De första beskrivningarna för hur man ska skriva en berättelse nertecknades av Aristoteles i hans poetik Om diktkonsten.
Skickliga berättare varierar berättelsen med hänsyn till vilken publik som är den tänkta mottagaren.